# Brake-by-Wire
Brake-by-Wire (wörtlich: Bremsen per Kabel) bezeichnet ein Bremssystem, bei dem das Bremspedal und die Stelleinrichtung an den Bremsbacken elektrisch und nicht mechanisch gekoppelt sind. Bei Autos ist die Betätigungseinrichtung, also das Bremspedal, und die Übertragungs- und Stelleinrichtung i. d. R. über eine Hydraulik gekoppelt, beim LKW hingegen pneumatisch. Auch bei einem klassischen Bremssystem gibt es elektronische Eingriffsmöglichkeiten wie Antiblockiersystem (ABS) zur Reduzierung der Bremsleistung oder Not- und Bremsasistenten für die Betätigung oder Verstärkung des Bremseingriffs.
Erst der Verzicht auf die Hydraulik oder Pneumatik macht die Bremse zu einer echten, sogenannten „trockenen“ Brake-by-Wire-Anwendung, da hier keinerlei fluidtechnische Systeme mehr eingesetzt werden.
Die elektrische Feststellbremse (anstatt Seilzug) wird nicht als Brake-by-Wire bezeichnet.

## Geschichte

### SBC
Anfang der 2000er-Jahre baute Mercedes für kurze Zeit in einigen Modellen eine elektrohydraulische Bremse (SBC) ein. Dabei wird das Bremssignal an eine elektrisch gesteuerte Hydraulikpumpe weitergegeben.

### Keilbremse
Siemens VDO Automotive präsentierte auf der IAA 2005 eine auf der Keiltechnik basierte rein elektrische PKW-Bremse, die bis 2010 in Serie gehen sollte. Bis 2022 gab es jedoch keinen Serieneinsatz.
Beworben wurde der künftige Einsatz dieser Technologie vor allem mit der Trägheit derzeit verwendeter Medien im Bremssystem. Mithilfe ausschließlich elektromechanischer Lösungen ließen sich demnach kürzere Ansprechzeiten ermöglichen, wobei sich dies auch in den erreichbaren Bremswegen widerspiegeln sollte. In Aussicht gestellt wurde auch eine weitaus günstigere Herstellbarkeit der Brake-by-Wire-Technologie, da bei hydraulischen Systemen im Einsatz befindliche Komponenten wie Hauptbremszylinder, Bremskraftverstärker und ABS vergleichsweise aufwändig gefertigt werden müssen. Künftig seien alle Funktionen des Bremssystems per Software realisierbar.
Ein sichtlicher Nachteil ist die gesetzliche Vorschrift einer Rückfallebene, so dass im Falle eines Fehlers der Elektronik trotzdem die Bremsen betätigt werden können. Das bedeutet bei der elektrohydraulischen Bremse lediglich ein zusätzliches Ventil, das unbestromt geöffnet ist und die Kopplung zwischen Bremspedal und einem Hydraulikkreis (vorzugsweise dem der Vorderachse) wiederherstellt. Bei der elektromechanischen Bremse müssten redundante Signalleitungen verlegt werden und eine zweite Batterie zur Verfügung gestellt werden, was einen erheblichen Gewichtsnachteil darstellt.

### IBS1
Mit dem als IBS1 bezeichneten Integriertem Bremssystem wurde im Jahr 2010 durch die Firma LSP Innovative Automotive Systems GmbH ein elektrohydraulisches Brake-by-Wire Bremssystem vorgestellt, das die Funktionen Bremsbetätigung, Bremskraftverstärkung und ABS/ESP-Funktion in einer kompakten Einheit vereinte. erste Funktionen von autonomen Fahren (Notbremsfunktion AEB) sowie uneingeschränktes regeneratives Bremsen mit Generatoren
Revolutionär beim IBS1 war zum einen der kompakte Aufbau der Bremsanlage sowie die  Präzision der Bremsdruckregelung durch ein elektrohydraulisches System. Dies wurde realisiert, indem der Bremsdruck durch ein über einen bürstenlosen Elektromotor angetriebenes Kolben-Zylinder-System erzeugt wurde und in die vier Radbremsen über Magnetventile verteilt wurde. Durch einen Wegsimulator konnte der Fahrer komplett vom Systemdruck der Bremsanlage entkoppelt werden, wodurch schon damals der Grundstein für Funktionen wie die elektrische Notbremsung geschaffen wurde. Ferner konnte eine vollvariable Pedalcharakteristik realisiert werden, d. h. ein Systemdruck konnte unabhängig von einer Pedalbetätigung frei variabel und unter Berücksichtigung der Bremswirkung eines rekuperativ wirkenden Elektromotors eines E-Fahrzeuges präzise geregelt oder gesteuert werden. Kern der präzisen Druckregelung war sowohl die Positions- und Drehzahlregelung mittels eines bürstenlosen Drehstrom-Elektromotors sowie eine sehr genaue Modellbildung des Zusammenhangs zwischen Bremsmoment, Bremsdruck und Drehmoment des Elektromotors. Essentielle Bestandteile bei der Modellbildung war der Strom des Elektromotors, Kolbenposition und Druck in der Kolben-Zylinder-Einheit. So war eine Bremsdruckregelung nur durch die Stromregelung des Elektromotors, Kernbestandteil von heutigen Redundanzfunktionen, erstmals möglich. Die ABS-Funktion und das Geräuschniveau auf Schnee, Eis und µ-Split konnte verbessert werden.

## Formel 1 und Formel E
Seit 2014 wird Brake-by-Wire in der Formel-1 eingesetzt, wo das System die Bremskraft elektronisch zwischen der Rekuperationsbremse und der mechanischen Bremsanlage an der Hinterachse des Fahrzeuges verteilt.
Seit der 2018er Fahrzeuggeneration Gen2 wird Brake-by-Wire in der Formula-E eingesetzt. Dort treibt ein Elektromotor an der Hinterachse das Rennfahrzeug an und kann für eine stärkere Rekuperation wie in der Formel 1 genutzt werden. Das als IBSe bezeichnete Brake-by-Wire Bremssystem verteilt die Bremskraft auf den Elektromotor und das hydraulische Bremssystem. Weil die Energiespeicherkapazität der Batterie begrenzt ist, kommt der Fahrweise und Rekuperationsstrategie großer Einfluss zu.